# Romildo Etcheverry
Romildo Jorge Etcheverry (* 15. Dezember 1906; † 1967) war ein paraguayischer Fußballspieler. Der Mittelfeldspieler gehörte zum Kader der paraguayischen Nationalmannschaft bei der Fußball-Weltmeisterschaft 1930 in Uruguay.

## Karriere

### Verein
Etcheverry spielte von 1929 bis 1932 für den Club Olimpia, mit dem er die Meisterschaften 1929 und 1931 gewann. Anschließend spielte er für den argentinischen Spitzenklub Boca Juniors, mit dem er bis 1943 vier argentinische Meisterschaften holte.

### Nationalmannschaft
Etcheverry spielte mit Paraguay bei der Copa América 1929, bei der sein Team Zweiter wurde. Ein Jahr später nahm er an der Fußball-Weltmeisterschaft 1930 teil. Er kam beim ersten Gruppenspiel gegen die USA zum Einsatz, das Paraguay mit 0:3 verlor. Im zweiten, unbedeutenden Gruppenspiel gegen Belgien wurde er nicht eingesetzt.

## Militärdienst
Während des Chacokrieges, der von 1932 bis 1935 dauerte, diente Etcheverry als Flieger in der paraguayischen Luftwaffe.

## Erfolge
Club Olimpia
- Paraguayischer Meister: 1929, 1931

Boca Juniors
- Argentinischer Meister: 1934, 1935, 1940, 1943